# Lovey (альбом)
Lovey — четвёртый студийный альбом американской рок-группы The Lemonheads. Он был выпущен в июне 1990 года лейблом Atlantic Records, став первым альбомом группы для этой звукозаписывающей компании.

## История
Состав для записи был следующим: Эван Дандо (ведущий вокалист, гитара), Кори Луг Бреннан (гитара), Джесси Перец (бас-гитара) и Дэвид Райан (ударные). Альбом был последним с основателем Перецем, который покинул группу, чтобы заняться карьерой в области фотографии и кинопроизводства; основатель Бен Дейли ушёл после их предыдущего альбома Lick, оставив Дандо единственным основателем для всех будущих релизов.

## Отзывы
| Оценки критиков                            | Оценки критиков |
| Источник                                   | Оценка          |
| ------------------------------------------ | --------------- |
| AllMusic                                   | [ 3 ]           |
| The Encyclopedia of Popular Music          | [ 7 ]           |
| MusicHound Rock: The Essential Album Guide | [ 8 ]           |
| Pitchfork                                  | 7.4/10          |
| The Rolling Stone Album Guide              | [ 10 ]          |
| Select                                     | 3/5             |
| Spin Alternative Record Guide              | 3/10            |

Альбом получил в целом положительные отзывы от современных музыкальных критиков.
Trouser Press назвал альбом «прекрасной, разнообразной коллекцией», написав, что он показывает «почти взрослого панка, который не стесняется выражать свои, возможно, немодные фавориты/влияния». Tampa Bay Times назвала его «посредственным сочетанием всего, что должно быть крутым в студенческом радио». Rolling Stone Album Guide написал, что «рокеры… иногда дополняются интроспективными балладами, лучшие из которых обезоруживающе мелодичны и удивительно трогательны». Spin Alternative Record Guide написал, что альбом «погрузил группу в силовую хандру в стиле группы Dinosaur».
Стивен Томас Эрлевайн из AllMusic отметил, что «Переход на крупный лейбл не повлиял на звучание Lemonheads так сильно, как уход Бена Дейли; без него Эван Дандо мог позволить своей чувствительной стороне разгуляться, что он и делает на Lovey. Дандо никогда полностью не отказывается от панк-попа на Lovey, но он уравновешивает его экскурсиями в джангл-поп и кантри-рок, некоторые из его лучших песен на сегодняшний день. К настоящему времени он начал развивать свой фирменный голос, отчётливо пригородный и голос среднего класса, который охватывает обыденные детали повседневной жизни. Это придаёт таким песням, как „Stove“ и „Lil' Seed“, необычную чувствительность, которая становится ещё более привлекательной благодаря его дару на простые хуки. Несмотря на то, что Дандо добился значительных успехов, самым трогательным моментом на пластинке остаётся его суровый и очень красивый кавер на „Brass Buttons“ Грэма Парсонса».

## Список композиций
Все композиции написаны Эваном Дандо, за исключением особо оговоренных случаев.
1. «Ballarat» — 3:14
2. «Half the Time» — 2:45
3. «Year of the Cat» — 2:28
4. «Ride With Me» — 3:38
5. «Li’l Seed» (Corey Loog Brennan, Kenny Chambers, Dando, Clay Tarver) — 3:22
6. «Stove» — 3:08
7. «Come Downstairs» — 2:54
8. «Left for Dead» — 2:04
9. «Brass Buttons» (Gram Parsons) — 3:11
10. «(The) Door» (Brennan, Dando) — 5:40
11. «Untitled» — 1:21

## Чарты
| Чарт (1990—1993) | Высшая позиция |
| ---------------- | -------------- |
| Австралия (ARIA) | 118            |